# وعلان سماوي
وعلان سماوي (الاسم العلمي:Commelina coelestis) هو نوع من النباتات يتبع جنس الوعلان من الفصيلة الوعلانية.